# Juan Molina
Juan Molina, nom artístic de Juan de la Cruz Ruiz-Olalla López-Molina (Treviana, Logronyo, 1868 - Barcelona, 1926), fou un compositor espanyol.
Ingressà a l'Escola Municipal de Música de Barcelona, segons acrediten les medalles “al mérito y aplicación” concedides els cursos de 1892-93 i 1893-94. Va obtenir els títols de Professor de Música i de Compositor.
L'Hospital de Sant Joan de Déu, on havia estat ingressat prèviament per malaltia, li demanà de donar classes als nois residents. Formà i dirigí una banda amb ells al mateix temps que feia d'organista a la Parròquia de Nostre Senyora del Remei de les Corts.
Posteriorment residí a Madrid on va escriure diverses sarsueles, algunes d'elles en col·laboració del Mestre Joan Carbonell. És aleshores que adoptà el nom de Molina per firmar les seves partitures.
En 1912 es traslladà a la ciutat portuguesa de Guarda on a més d'exercir com a professor de música, no abandonar la composició fent fados i altres.
A partir de 1924 tornà a Barcelona. Una de les seves activitats durant aquest període fou ambientar al piano les pel·lícules que es projectaven en el cine Royal del carrer d'Aribau, en el Coliseum i en alguns cafès de Barcelona.

## Obres

### Sarsueles
Entre altres:
- Los sucesos de la semana. Pasatiempo. J.Carbonell-J.Molina.
- Las Tres Viejas. J.Carbonell-J.Molina. Estrenada a Madrid
- Vaya una caña
- La Venda de Otelo
- Suplicio, Pim, Pam, Pum
- La gruta del sueño
- La Suspiros
- En Duende en el mesón
- La Bella Rosina
- Por un beso

### Música impresa
Algunas de ellas:
- A Julia. Para canto y piano.
- As Damas Portuguesas. Saudade.
- Espanha e Portugal. Pasodoble

### Música manuscrita
Entre otras:
- En la playa. Mazurca para piano.
- Boston (Valz) para sexteto.
- Farruca Gitana (popular)
- La Micarme (Monte Igueldo). Polka.One-step.
- A Oliveira. Canción Popular Portuguesa. Harmonitzada per Juan Molina.
- Fado Auzenda. Para canto y piano.
- Papoula. Valsa para piano.
- Pensando en Ti. Valsa para piano.
- Fado Molina. Para canto y piano. Lletra de Guerra Junqueiro. Recuerdo al duetto Les Marinás
- Rosses do Mondego. Valsa. Una còpia dedicas gentis alunas do Liceu da Guarda.
- Tango del Molinete. Piano.
- Malagueña Marinesca. Per Orquestra a 3 veus
- Morna. Para piano. Nova dança de Salao
- El Infierno para sexteto. Vals Jota
- Fado dos Estudantes do Liceo de Guarda.
- Axdir. Al valiente Ejército Español.
- Cantar Triste.

A més de 7 obres religioses entre les quals destaca una Missa dedicada a la comunitat de Sant Joan de Déu i una Salve Regina dedicada a la Virgen de la Vega.